# 1,2-二苯基乙酮
1,2-二苯基乙酮是一种有机化合物，化学式为C14H12O。它可由安息香或二苯基乙二酮脱氧得到。它和1,2-二溴苯在碳酸铯、三苯基膦和乙酸钯存在下反应，可以得到2,3-二苯基苯并呋喃。